# Darrell Elston
Darrell Eugene Elston (Tipton, Indiana, 15 de agosto de 1952) es un exjugador de baloncesto estadounidense que disputó una temporada en la NBA y una más en la ABA. Con 1,93 metros de estatura, jugaba en la posición de escolta.

## Trayectoria deportiva

### Universidad
Jugó durante tres temporadas con los Tar Heels de la Universidad de Carolina del Norte en Chapel Hill, en las que promedió 10,2 puntos, 3,5 asistencias y 2,6 rebotes por partido. En su última temporada fue incluido en el segundo mejor quinteto de la Atlantic Coast Conference.

### Profesional
Fue elegido en la cuadragésimo tercera posición del Draft de la NBA de 1974 por Atlanta Hawks, y también por los Carolina Cougars en la cuarta ronda del Draft de la ABA, pero acabó fichando por los Denver Nuggets, quienes lo traspasaron a los Virginia Squires a cambio de Fatty Taylor.
En los Squires jugó una temporada como suplente, promediando 8,3 puntos y 2,8 asistencias por partido. En 1976 ficha como agente libre por los Indiana Pacers ya en la NBA, pero tras cinco partidos en los que anotó cinco puntos en total, fue despedido.

## Estadísticas de su carrera en la NBA y la ABA

### Temporada regular
| Temporada | Edad | Equipo           | Liga  | P  | TIT | MIN  | TC  | TCA | %TC  | 3P  | 3PA | %3P  | TL  | TLA | %TL  | R.OF. | R.DEF. | REB | ASIS | ROB | TAP | PER | FP  | PTS |
| 1974-75   | 22   | Virginia Squires | ABA   | 72 |     | 26.0 | 3.5 | 8.5 | .408 | 0.0 | 0.3 | .167 | 1.3 | 1.7 | .756 | 0.7   | 1.6    | 2.3 | 2.8  | 1.1 | 0.1 | 1.8 | 2.3 | 8.3 |
| 1976-77   | 24   | Indiana Pacers   | NBA   | 5  |     | 8.0  | 0.4 | 2.8 | .143 |     |     |      | 0.2 | 0.4 | .500 | 0.2   | 1.0    | 1.2 | 0.4  | 0.2 | 0.0 |     | 1.2 | 1.0 |
| Total     |      |                  | TOTAL | 77 |     | 24.8 | 3.3 | 8.1 | .402 | 0.0 | 0.3 | .167 | 1.2 | 1.6 | .752 | 0.6   | 1.6    | 2.2 | 2.6  | 1.1 | 0.1 | 1.8 | 2.2 | 7.8 |
|           |      |                  | ABA   | 72 |     | 26.0 | 3.5 | 8.5 | .408 | 0.0 | 0.3 | .167 | 1.3 | 1.7 | .756 | 0.7   | 1.6    | 2.3 | 2.8  | 1.1 | 0.1 | 1.8 | 2.3 | 8.3 |
|           |      |                  | NBA   | 5  |     | 8.0  | 0.4 | 2.8 | .143 |     |     |      | 0.2 | 0.4 | .500 | 0.2   | 1.0    | 1.2 | 0.4  | 0.2 | 0.0 |     | 1.2 | 1.0 |